# Strohpellet

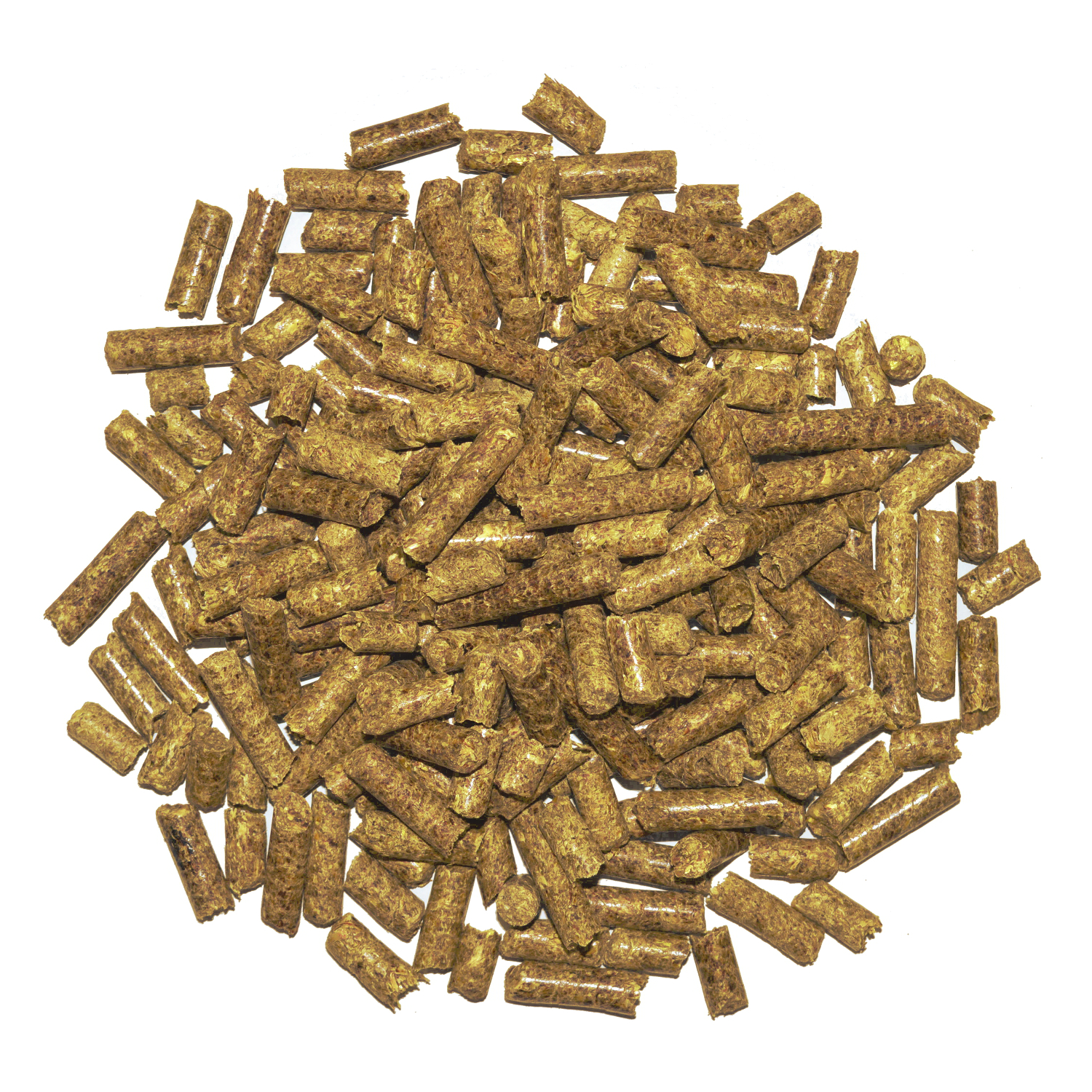
Strohpellets – Durchmesser 8 mm

Strohpellets (von englisch: pellet = Kügelchen, Pille) sind Pellets, also kleine Zylinder- oder Rundkörper, aus gepresstem Getreidestroh oder Ölpflanzenstroh. Sie dienen wie Holzpellets vor allem als erneuerbarer Energieträger (Bioenergie), werden jedoch vermehrt auch als Einstreu für Stall- und Haustiere verwendet.

## Herstellung
Zur Herstellung der 6 – 10 mm dicken und wenige Zentimeter langen Pellets wird Stroh sehr fein gehäckselt oder zermahlen, mit Hilfe von Wasserdampf befeuchtet, und die entstandene Masse durch Flachmatrizen gepresst. Der Durchmesser der Strohpellets entspricht dem Durchmesser der Löcher in der Flachmatrize. Damit Strohpellets nicht gären oder schimmeln, darf die Restfeuchte in den Pellets nicht > 15 % sein. Einzelne Anlagen sehen daher einen nachgelagerten Trocknungsprozess vor.
Der Transport und die Lagerung der Strohpellets erfolgt meist in Big-Bags, in einzelnen kleinen Plastik- oder Papiersäcken oder als Schüttgut.

## Nutzung

### Energetische Nutzung
Eine Tonne Strohpellets besitzt einen Heizwert von etwa 5000 kWh. Mit speziellen Heizanlagen, bei denen die Pellets computergesteuert über eine Förderschnecke in den Brennraum befördert werden, können sie annähernd ähnlich komfortabel wie Öl oder Gas zur Gebäudeheizung eingesetzt werden. Der Preis der Pellets entsprach 2005 einem Heizölpreis von ca. 0,24 bis 0,28 Euro je Liter. Der typische Handelspreis von Sackware bei Abnahme im Tonnenbereich betrug 2016 ca. 190,00 Euro pro Tonne, brutto (zuzüglich Transportkosten).
Stroh hat oftmals einen größeren Gehalt an Kalium, Chlorid und Schwefel als Holz. Daher finden sich diese chemischen Elemente oder deren Verbrennungsprodukte auch in den Rauchgasen wieder. Die gebildeten Verbrennungsprodukte bewirken einen starken chemischen Angriff auf die Rauchgasrohre. Es fällt auch mehr Schlacke an (ca. vier bis sechs Gewichtsprozent) gegenüber ca. ein Gew.-% bei Holzpellets. Diese neigt sehr stark zum Verklumpen, sodass der Verbrennungsvorgang stark gestört wird: Daher ist es nicht möglich, Strohpellets dauerhaft in normalen Holzpelletöfen störungsfrei zu verfeuern.

### Stoffliche Nutzung
Strohpellets besitzen eine hohe Saugkraft von über 400 % des Eigengewichts. Dieser Wert liegt etwa 12-mal höher als bei Langstroh. Der Grund für die verminderte Saugkraft bei Langstroh ist die äußere Ligninschicht, welche die Pflanze umgibt und vor äußeren Wettereinflüssen schützt. Während des mechanischen Aufschlusses durch z. B. Hammermühlen wird die Ligninschicht aufgebrochen und das gesamt Saugpotential freigegeben.
Aufgrund der hohen Saugkraft finden Strohpellets immer häufiger Anwendung als Einstreu in Pferdepensionen, Hähnchenmastbetrieben, Rinderhöfen und bei Kleintieren.

#### Verbrauch
Der Verbrauch liegt bei einer 10-m²-Pferdebox bei ca. einer Tonne Strohpellets im Jahr. Abhängig von Tier und Mistverhalten kann der Verbrauch variieren. Der Verbrauch errechnet sich über die Grundeinstreumenge (ca. 13 kg pro m²), welche zweimal jährlich anfällt und der wöchentlichen Nachstreumenge von ca. 15 kg pro 10-m²-Box.

#### Anwendung
Nach Reinigung der Box werden 15 kg Strohpellets pro m² als Grundeinstreu in der Box gleichmäßig verteilt. Diese Fläche wird anschließend mit Hilfe einer Gießkanne oder einem Schlauch mit Wasser beträufelt, bis die obere Schicht der Pellets zerfällt. Im Rahmen des täglichen Reinigungsprozesses werden die Boxen abgeäpfelt und feuchte Stellen entfernt. Die entnommene Menge an Strohpellets wird anschließend nachgestreut. Nach einigen Tagen bildet sich eine trockene, weiche und gelenkschonende Matratze.